# 格拉斯哥藝術學院
格拉斯哥藝術學院（Glasgow School of Art）創立於1845年，坐落在格拉斯哥的加內特希爾（Garnethill）區，是蘇格蘭歷史悠久並且目前唯一獨立的藝術學院。

## 歷史
1845年，公立格拉斯哥設計學院（Glasgow Government School of Design）設立，在1853年改為現名「格拉斯哥藝術學院」。最初校址位於英格拉姆街（Ingram Street）12號，1869年搬到麥克拉倫藝廊（McLellan Galleries）。1897年，現今位於聯福街（Renfrew Street）的主建築開工。該建築是由本土建築師查爾斯·雷尼·麥金托什設計，屬簡潔有力的新藝術運動風格，由當時監督學院的擴展及名聲增長的校長法蘭西斯·紐伯瑞選中。第一部份的建設完成於1899年，餘下的則在1909年完成。2009年，校方舉辦一個國際建築競賽，藉此找上一個建築設計團隊開發進一步的校園整體規劃及設計第一階段的建設。第一階段的建設座落於主建築：麥金托什館的對面，目前座落著福里斯館、集會館與紐伯瑞塔。這項競賽的冠軍是位於紐約的史蒂芬·霍爾建築團隊，與格拉斯哥的 JM 建築事務所合作。
該學院培養大多數蘇格蘭的頂尖當代藝術家，包括自2005年來所佔三成的透納獎提名及兩個得主：2005年的西蒙·斯塔林與2009年的理查·賴特。
學院的系所包括在1982年由湯瑪士·約書亞·庫佩創立的攝影藝術學系、繪畫與印刷學系、雕塑與環境藝術學系、商業設計學系、產品設計工程學系、織品學系、銀品與珠寶學系、室內設計學系、視覺傳達學系及建築學系。建築所冠上格拉斯哥藝術學院最有名的校友及受到高評價的建築師查爾斯·雷尼·麥金托什的大名，作為紀念。其學系在蘇格蘭位居第一，而且更被評為全英五大及全球十大建築學府之一。
2014年5月23日該學院發生火災，雖然無人受傷，不過有許多學生作品被焚毀。

## 校區

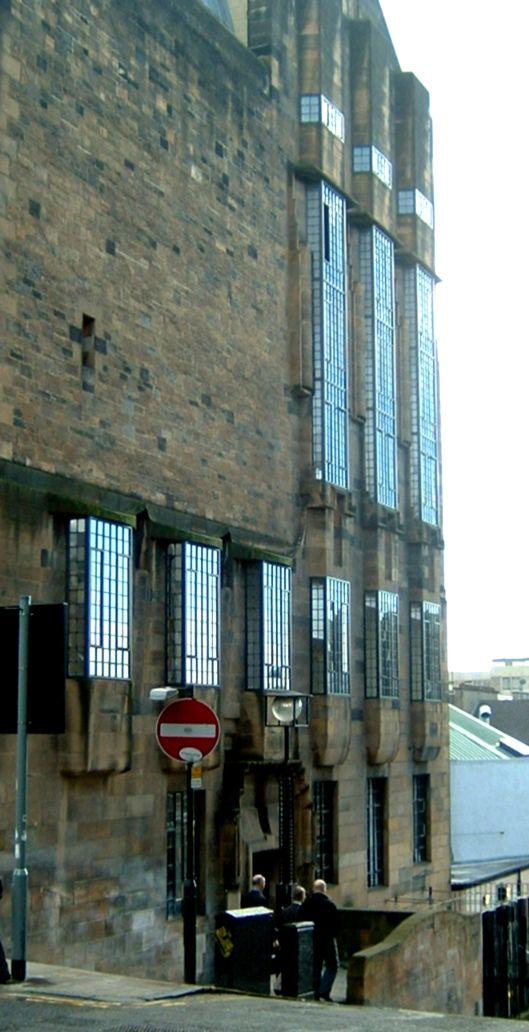
麥金托什樓西面

藝術學院目前坐落在格拉斯哥市中心、紹希海爾街（Sauchihall Street）北側，分佈十座建築的緊湊校區內。但該校的數位設計研究所卻是位於克萊德河南岸的太平碼頭（Pacific Quay）。
麥金托什館（Mackintosh Building）是校區的核心，且一直都是學校重要的組成部分。美術繪畫學系、室內設計學系、新生工作室以及校務中心座落於此館。麥金托什館唯一提供普通民眾參觀的區域：麥金托什畫廊，全年設有許多不同的展覽。如果要參觀校區其他部份，必須要預約導覽。 畢業展是例外。在畢業展期，該館所有的工作室都會開放予公眾參觀畢業生的作品。
位於麥金托什館正對面的是紐伯瑞塔（Newbery Tower）、福里斯館（Foulis Building）以及會館（Assembly Building）。紐伯瑞塔坐落織品學系以及銀品與珠寶學系，另外有Refectory自助餐廳，和由三位校友經營的猿眠之處（Where the Monkey Sleeps）咖啡餐館的分公司。福里斯館坐落設計工程學系、商業設計學系、視覺傳達學系以及織品研究所。目前上述建築已被拆除，坐落于上述建築中的各系已遷移至天空廣場（Skypark）處。
里奇蒙館（Richmond Building）是藝術攝影學系的駐所。連接里奇蒙樓的是約翰 D. 凱利館，屬於印刷學系以及新鮮人設計課程的駐點。
麥金托什建築學校（即建築學系）以及圖書館坐落於博頓館（Bourdon Building）。
位於西葛拉漢姆街（West Graham Street）的巴恩斯館（Barnes Building）是藝術創作碩士班以及雕塑與環境藝術學系的據點。
在當今，藝術學院正在進一步開發現有的加內特希爾校區。麥金托什館仍然會繼續扮演校園的中心，儘管有計畫要轉手它周邊的建築，並將紐伯瑞塔重新開發。位於麥金托什館附近的會館將會在保留現有外觀的前提下重建。作為擴建計畫的一部分，藝術學院已經從格拉斯哥市議會取回麥克拉倫藝廊的使用權利。
一個國際建築競賽在2009年3月啟動，徵求設計團隊規劃校區開發第一階段的整體及細節部份。
另外学院位於克萊德河南岸太平碼頭的數码設計研究所 (Digital Design Studio) （页面存档备份，存于） 主建築被暱稱為「中樞站」（The Hub）。

## 教學
格拉斯哥藝術學院的1900名學生近20%來自英國以外的國家。研究生的比例也是約佔20%。
高等教育統計署（HESA）的統計數據顯示格拉斯哥藝術學院在英國大學中是輟學率最低的其中一所。
在衛報於2009年針對32個專科學院作的教學質量評比中，格拉斯哥藝術學院排名第十一。2019 QS Ranking by Subject - Art and Desgin 排名全球第8。

### 硕士研究生课程
- 动画专业[永久]
- 音响专业[]
- 医疗可视化与人体解剖[]
- 建筑研究专业
- 产品设计工程
- 视觉交流
- 造型艺术
- 传媒设计
- 室内设计
- 等专业

### 學生社團及代表

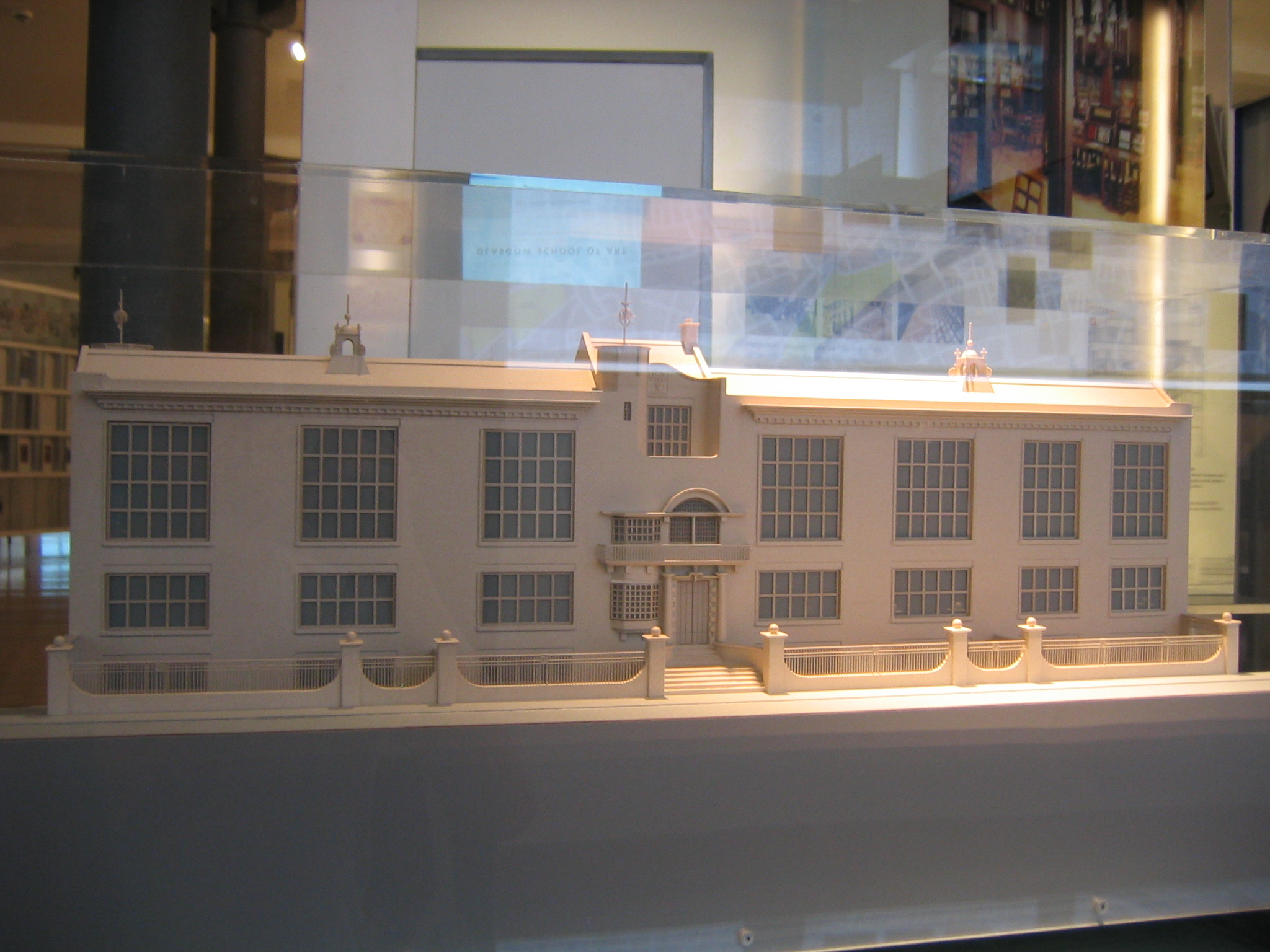
格拉斯哥藝術學院建築模型。

會館正如其名，是格拉斯哥藝術學院學生會（GSASA）的駐地。它知名的地方是學生會其中，一群被稱為維多利亞同好社（The Vic）的熱心師生在1960年代，從備受爭議的建設計畫中搶救一間維多利亞風格的咖啡館“The Victoria cafe”讓它保留至今。
學生會中有其他各式各樣的社團，包括壁畫社、同窗（LGBT）社、電影研究社以及真麥酒 （Real Ale）鑑賞社。“The Vic”還擁有一個用於舉辦夜總會的場地，多次活動皆相當熱門。“R-P-Z”（以前被稱為「唱片玩家」）則每週四舉辦自己的夜總會。學生代表會（SRC）是更進階的學生議會，代表全體學生們的共識而選出。他們每個月召開一次會，討論學校各方面並且與學生密切相關的議題。

## 研究及發展項目
格拉斯哥藝術學院設有數項知名度高的研究項目，資金主要透過藝術人文研究協會、工程與物理科學研究協會以及經濟與社會研究協會。以前其他英國的研究協會也有資助過該校的研究計畫。目前的研究計畫涉及到家庭洗衣的可持續發展性、老化的新動態以及聖誕節的消費倫理。

## 知名校友
- 伊安·卡勒姆 - 汽車設計師
- 彼得·卡帕爾蒂 - 演員，得到 1995 年奧斯卡金像獎
- 羅比·考特拉尼- 演員，知名的演出有 007 及哈利·波特電影系列
- 阿拉斯達·格雷 - 小說家和壁畫家，著有兰纳克：生活四部曲 (Lanark: A Life in Four Books)
- 諾拉·尼爾森·格雷 - 畫家，也在該校任教過
- 鮑伯·哈迪 - 樂團法蘭茲·費迪南的貝斯手
- 凱西·傑米森 - 政治家
- 香塔爾·喬夫 - 藝術家
- 傑西·馬里翁·金 - 插畫家
- 亞歷山大·麥肯德里克- 導演
- 查爾斯·雷尼·麥金托什- 藝術家、設計師、建築師
- 伊恩·麥凱格 – 插畫家、設計師和好萊塢分鏡作家
- 諾曼·麥克拉倫- 動畫與製片師，得過奧斯卡
- 詹姆斯·梅坎- 彩繪玻璃藝術家
- 傑西·紐柏瑞 - 紡織藝術家、繡花
- 哈維爾·皮克 - 戰爭藝術家
- 大衛·施里格利 - 藝術家與卡通作家
- 西蒙·斯卡林- 藝術家，2005 年透納獎得主
- 特拉維斯 - 在格拉斯哥成立的樂團，弗朗西斯·希利與道吉·佩恩都是 GSA 校友
- 理查·賴特 - 藝術家，2009 年透納獎得主

## 外部連結
- Glasgow School of Art home page （页面存档备份，存于）
- Glasgow School of Art Student Association
- Glasgow School of Art - Illustrated Guide （页面存档备份，存于）
- Rcahms.gov.uk page featuring historical interior photographs of Glasgow School of Art （页面存档备份，存于）